# Касандра (полуострво)
40° 01′ 23″ С; 23° 26′ 00″ И / 40.022928° С; 23.433411° И
Касандра (грч. Κασσάνδρα []) једно је од полуострва и административних округа на Халкидикију у Средишњој Македонији у Републици Грчкој. Данас је полуострво Касандра заправо острво, које је настало прокопавањем канала код места Неа Потидеа, најужег дела Касандре, на којем се додирују воде Термајског или Солунског залив (грч. Θερμαϊκός Κόλπος, Thermaikos kólpos) и залива Торонеос.
Административни центар полуострва, у коме се остварује локална самоуправа у округу Халкидики, је у граду Касандрија. 
Већина места на полуострву су села (у традиционалном смислу), и бројне скупине одмаралишта насталих у другој половини 20. века.

## Историја
Према легенди, име је добило по древном краљу Касандросу, а културно наслеђе полуострва потиче из старогрчког строримског или византијског периода. Ова област се повезује и са именом Ammon Zeusa.
На подручју данашњег града Неа Каликратија, краљ Македоније Антионос Гонатас изградио је град по имену Антигона који је убрзо постао центар за католике и варваре. То потврђује, археолошко откриће јединственог сребрног ковчега, на свега неколико километара удаљености од Неа Каликратија. Овај саркофаг са исклесаним фигурама доказ је који спаја Стари и Нови завет.
У античкој Потидеји (грч. Ποτίδαια), колонији Пелена коју су основали Коринћани, (чланови Атинско-делског поморског савеза), око 600. п. н. е. на крајњем западу полуострва Халкидики, био је град Палини (данас Касандрија) у тадашњој Тракији. Заштитник Потидеје, која је била позната по трговању са Македонијом, према њеном имену, највероватније је био Посејдон.
У току ратног похода Ксерксеса против Грчке 480. године п. н. е. град је након вишедневне опсаде поражен. Годину дана касније град је сакупио нове снаге и одбранио се од опсаде Атавазда (грч. Ἀρτάβασδος). Те године био је једини град у Македонији који је заједно са осталим грчким градовима учествовао у борби Платеја. 
Године 349—348. п. н. е. град је задесила иста судбина осталих градова на Халкидикију, који су ушли у састав Македонске краљевине. Наиме године 348. п. н. е., Филип II Македонски је освојио Олинт, а остали градови на Халкидикију су присаједињени Македонији.
Након отприлике 40 година запуштености, године 316. п. н. е. Касандрос гради на месту Потидеја нови град којем даје своје име Касандрија. У периоду који потом следи све до окупације Македоније од Римљана (168. п. н. е.) Касандрија се развила у један од најснажнијих градова у Македонији. Највероватније у овом периоду изграђен је канал Потидеја, који је олакшао пловидбу, и подстакао трговину и економски развој овог подручја и шире. 
Након што су 168. п. н. е. град заузели Римљанима доживео је нови процват,. Развој града окончан је нападима Хуна који су 540. године извршили инвазију на Македонију. Тако, и поред свих покушаја Јустинијана у 14. веку, град је доживео потпуно пустошење. Његову тврђаву, значајну за безбедност читавог полуострва, обновили су 1407. године Јоанис Палеологос, а касније и Венецијанци. 
Године 1430. град су заузеле Османлије.

## Географија

### Положај и пространство
Полуострво Касандра налази се на западној страни Халкидикија, као њен „први прст”, окружена Егејским морем, између Солунског залива, на западу и Торонског залива на истоку. Ова два залива међусобно комуницирају кроз Потидеја канал, изграђеном у античком периоду преко превлаке која на северу повезивала Потидеају, на полуоствру Халкидики и Неа Потидеју на Касандри. Тако је полуострво Касандра заправо постало острво, прокопавањем канала код места Неа Потидеа, најужег дела Касандре, на којем се додирују воде Термајског (Солунског) залива и Торонског залива.
Удаљено је 50 кm југоисточно од Солуна и 30 кm од аеродрома Солун Македонија у месту Микра. 
Полуострво је нешто дуже од 50 km, а широко око 10 km Узвишења на Касандри не прелазе 400 m. Њен средишњи део покривен је виноградима и маслињацима, а више делове борове шуме. Обод полуострва према бисерно чистом мору красе дугачке шљунковите и пешчане плаже.

### Клима
Клима је изразито средоземна, са сувим, сунчаним, дугим и топла лета и благим зимама са обилним падавинама било ког типа (најчешће кишом).
Током лета и дању и ноћу је топло, мада је приметна појава ветровитих дана, када се бележе температуре испод просека за то доба године. Таквих дана током летњих месеци најчешће нема много.
Када је зима у питању, падавине су најчешће у виду кише, које углавном не трају дуго. Понекад се догоди да падне и снег, који се у већини случајева дуго не задржава.
| Месец     | Просечна температура (°C) | Минимална температура (°C) | Максимална температура (°C) | Просечна влажност (%) | Просек падавина (mm) | Мин. просек падавина (mm) | Макс. просек падавина (mm) |
| --------- | ------------------------- | -------------------------- | --------------------------- | --------------------- | -------------------- | ------------------------- | -------------------------- |
| Јануар    | 5                         | -14                        | 20.8                        | 76.3                  | 36.9                 | 0                         | 99.6                       |
| Фебруар   | 6.7                       | -12.8                      | 22                          | 73.6                  | 40.3                 | 0.3                       | 167.2                      |
| Март      | 9.6                       | -7.2                       | 25.8                        | 73                    | 45.7                 | 4.7                       | 95.1                       |
| Април     | 14.2                      | -1.2                       | 31.2                        | 68.5                  | 36.1                 | 3.4                       | 108                        |
| Мај       | 19.5                      | 3                          | 36                          | 64.1                  | 44                   | 0.1                       | 97.7                       |
| Јун       | 24.2                      | 6.8                        | 39.8                        | 56.1                  | 31.6                 | 1                         | 85.6                       |
| Јул       | 26.5                      | 9.6                        | 42                          | 53.4                  | 25.6                 | 0                         | 78.5                       |
| Август    | 25.8                      | 8.2                        | 38.2                        | 55.7                  | 20.8                 | 0                         | 97.5                       |
| Септембар | 21.8                      | 2.6                        | 36.2                        | 62.2                  | 26.2                 | 0                         | 135                        |
| Октобар   | 16.1                      | -1.4                       | 30                          | 70.1                  | 40.6                 | 0                         | 150.5                      |
| Новембар  | 10.9                      | -6.2                       | 26.6                        | 77.3                  | 57.7                 | 6.4                       | 179.1                      |
| Децембар  | 6.7                       | -9.2                       | 20.6                        | 78                    | 52.9                 | 0.2                       | 153.9                      |

### Термоминерални извори
На полуострву постоји већи број термоминералних извора, у које спада и недавно обновљена савремена бања на југоистоку Касандре, у месту Агиа Параскеви. Одличан квалитет лековите воде која извире из већих дубина земље садржи сумпора и има терапеутска својства, као вид алтернативног лечења за кожна обољења и друге проблеме.

### Територија и становништво
Полуострво Касандра и њена општина, простире се на површини од 334,27 km² (2011). На овој територији, живи 16.672 становника према попису од 16. марта 2011. године.
Кретање броја становника у Општини Касандра, Средишњој Македонији и Републици Грчкој од 1991. до 2011.
| Територија          | 17.март 1991. | 18. март 2001. | 16. март 2011. |
| ------------------- | ------------- | -------------- | -------------- |
| Општини Касандра    | 11.038        | 14.971         | 16.672 .       |
| Средишња Македонија | 1.706.338     | 1.874.597      | 1.880.297      |
| Република Грчка     | 10.223.392    | 10.934.097     | 10.816.286     |

И док Грчка бележи пад броја становника, прираст становништва општине Касандра раста и износи + 1.08%/годишње за период 2001—2011.
Највећи број становника чине етнички Грци. Највећи део Грка води порекло од пребеглица из Мале Азије и Албаније.

### Насељена места на полуострву Касандра по општинским јединицама

#### Општински јединица Касандра
Месна заједница Касандрија (3.166 становника)
- Село Касандрија (Κασσανδρεια — Касандреја) (2.801 становника)
- Село Елани (Ελανη) (30 становника)
- Село Сани (Σανη) (66 становника) .
- Село Сивири (Σιβηρη) (267 становника)
- Затвор Ксенофондос (Φυλακες Ξενοφωντος) (2 становника)

Месна заједница Атито (1.231 становника)
- Село Атито (Αφυτος — Афитос) (1.231 становника)

Месна заједница Каландра (750 становника)
- Село Каландра (Καλανδρα) (665 становника)
- Село Буламација (Μπουλαματσια) (9 становника)
- Село Посиди (Ποσειδι) (76 становника)

Месна заједница Руски Метох (797 становника)
- Село Калитеа (Καλλιθεα) (779 становника)
- Село Солина (Σωληνα) (18 становника)

Месна заједница Касандрино (467 становника)
- Село Касандрино (Κασσανδρηνο) (296 становника)
- Село Калуцикос (Καλουτσικος) (37 становника)
- Село Молес Каливес или Мола Каливија (Μολες Καλυβες) (134 становника)

Месна заједница Пазаракија (594 становника)
- Село Криопиги (Κρυοπηγη) (518 становника)
- Село Евдос (Ευδος) (24 становника)
- Хотел Касандра Палас (Κασσανδρα Παλλας) (22 становника)
- Село Лефки Перистера (Λευκη Περιστερα) (30 становника)

Месна заједница Светипавлов Метох (2.061 становник)
- Село Нова Фокеја (Νεα Φωκαια) (1.721 становника)
- Село Пиргос Сани (Πυργος Σανη) (27 становника)
- Каракалски затвор (Φυλακες Καρακαλλου) (12 становника)
- Касандриски затвор (Φυλακες Κασσανδρας) (301 становника)

Месна заједница Фурка (1.203 становника)
- Село Фурка (Φουρκα) (530 становника)
- Село Скала Фуркас, или Скала Фурка (Σκαλα Φουρκας) (673 становника)

#### Општински јединица Палини
Бивша општина Палини (Δημος Παλληνης) са седиштем у Ханиотију, а сада у саставу општине Касандра, имала је 5.884 становника. У њеном саставу су следеће месне заједнице:
Месна заједница Ханиоти (968 становника)
- Село Ханиоти (Χανιωτης — Ханиотис) (968 становника)

Месна заједница Пефкохори (1.944 становника)
- Село Пефкохори (Πευκοχώριον) (1.931 становник)
- Село Лефкес (Λευκες) (13 становника)
- Село Панорама (Πανοραμα) (0 становника)

Месна заједница Паљури (826 становника)
- Село Паљури (Παλιουρι) (788 становника)
- Село Ксина (Ξυνα) (17 становника)
- Село Свети Никола (Αγιος Νικολαος — Агјос-Николаос) (21 становника)

Месна заједница Полихроно (1.063 становника)
- Село Полихроно (Πολυχρονο) (1.063 становника)

Месна заједница Света Петка (449 становника)
- Село Света Петка (Αγια Παρασκευη — Аја Параскеви) (361 становника)
- Село Лутра (Λουτρα) (88 становника)

Месна заједница Цапрани (910 становника)
- Село Нови Скиони (Νεα Σκιωνη — Неја Скиони) (889 становника)
- Село Фрама (Φραμα) (21 становника)

## Привреда
Туризам је главна привредна грана на овом најпопуларнијем и најразвијенијем од 3 полуострва Халкидикија. Дужа плажа белог песка целом обалом Касандре изграђени су многи хотели, традиционалне грчке таверне, кафане и барови, као главни извор туристичког прихода. 
Поред туризма, који је главна привредна грана, на овом полуострву осим добре испаше за говеда и оваца, чак и зими, производи се висококвалитетне житарице, маслиново уље, вуна, мед и восак, а гаји се и свилена буба.
Берба зрелих маслина, као једна од главних култура креће од половине новембра и траје до половине децембра, оквирно. У том периоду као берачи долазе и радници из Бугарске и Албаније како би радили за дневнице које су око 40 € или 2 € по гајбици. Маслине које су за продају беру се ручно, а маслине које су за маслиново уље беру се уз помоћ обичних грабуљица или електричних машина. Маслине се затим сортирају по величини. Велике маслине су најцењеније и оне имају највишу цену. Оне се углавном остављају за продају, а од осталих се производи маслиново уље. За бербу црних маслина не чека се да потпуно сазру, већ се чувају када имају зелено - љубичасту боју, а након тога сазревају до црне боје тек у саламуру.

## Саобраћај
Мрежа путева на полуострву чине: магистрални путеви, регионални путеви и локалних путева. На овај простор, друмом се једино може прићи, са северозапада, главном саобраћајница из правца Солуна, и са истока из Кавале, која има шири регионални и међурегионални значај.
Ваздушни саобраћај се одвија преко аеродрома „Македонија“, лоцираног у северозападном делу солунске котлина на око 50 km од полуострва.
Железнички саобраћај не постоји. Најближа међународна железничке станица је у Солуну.
Полуострву се може прићи и са мора, али је поморски саобраћај јако ограничен због недостатка лука, и своди се углавном на туристички, мањим пловилима, или локални бродићима из луке, Пефкохори и Неа Моуданија